# Estadi José Zorrilla (1940)
L'Estadi Municipal José Zorrilla va ser un estadi de futbol de la ciutat de Valladolid. Fou anomenat Estadio Municipal fins al 1951, quan se li afegí "José Zorrilla".
Va ser l'estadi del Reial Valladolid entre 1940 i 1982. El primer partit va ser el 3 de novembre de 1940 amb el resultat de 4-1 sobre l'Arenas Club de Getxo. Tenia una capacitat per a 10.000 espectadors. Va ser reemplaçat per l'estadi Nuevo José Zorrilla el 1982, però el Real Valladolid B, continuà fent-lo servir fins al 1984. Fou demolit el 1987.